# Mitragliatrice

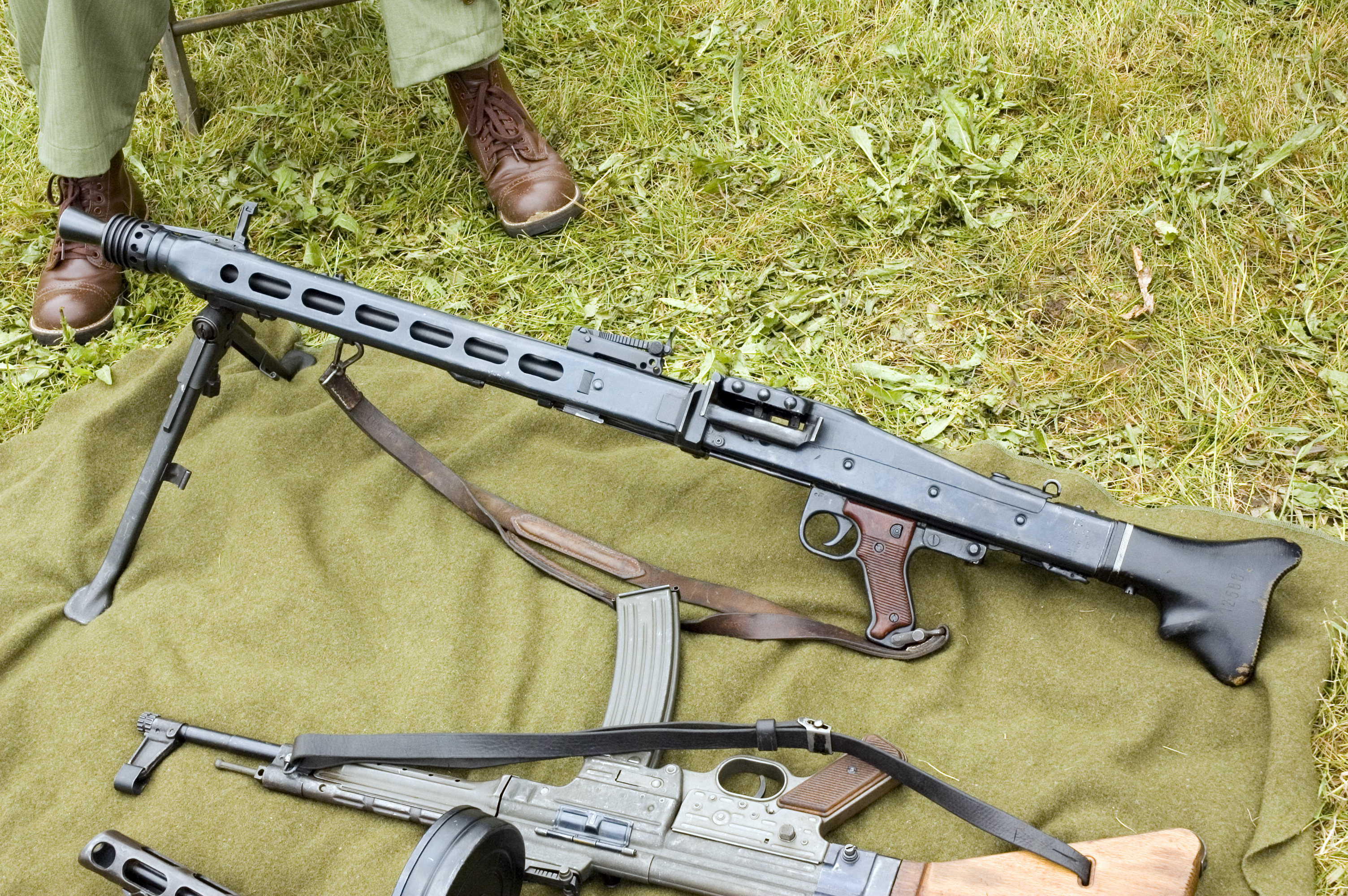
La MG 42, di progettazione tedesca, più in basso si osserva un fucile d'assalto StG 44 e ancora più in basso si nota un PPŠ-41 di fabbricazione sovietica

La mitragliatrice è un'arma automatica montata o portatile, progettata per sparare colpi in rapida successione.

## Storia

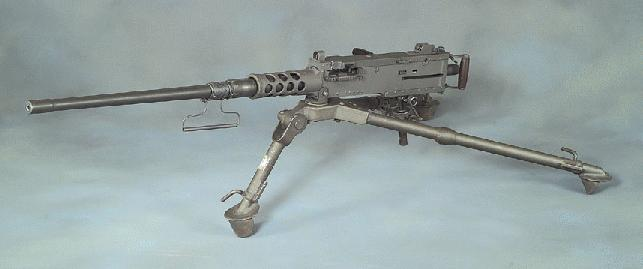
Una mitragliatrice pesante Browning M2

La prima mitragliatrice a canna singola ad essere realizzata ed impiegata in guerra fu la Puckle Gun, che funzionava ad acciarino. Simile a un revolver, era di calibro 25 mm e operava a manovella. Non era quindi azionata da sistemi di recupero della forza di rinculo. La "Steam Gun", mitragliatrice a vapore, realizzata da Jacob Perkins nel 1824 è un altro esempio di arma con effetti analoghi, anche se non appartiene alla categoria delle armi da fuoco.
Nel 1848 l’armaiolo cremasco Cesare Rosaglio annunciò la sua invenzione di una mitragliatrice in grado di essere azionata da un solo uomo e sparare 300 colpi di fucile al minuto o 12.000 in un'ora dopo aver tenuto conto del tempo necessario per ricaricare i "serbatoi di munizioni".
La prima mitragliatrice efficace, brevettata nel 1862, prodotta ed utilizzata su larga scala fu la Gatling, con un sistema a canne multiple, inizialmente utilizzante un meccanismo a manovella per ottenere il rapido susseguirsi delle canne, e quindi formalmente non rientrante nella categoria delle armi automatiche, che si attivano con la sola pressione del grilletto, e sfruttano l'energia di rinculo o di espulsione dei gas per ottenere l'automatismo. Questa definizione viene a cadere, ed essere limitante, dal fatto che molte armi automatiche, ad esempio di uso aeronautico, funzionano con l'ausilio di un motore elettrico.
Alcuni sostengono che la prima mitragliatrice fu in realtà la Maxim che aveva un azionamento a gas, e non operato manualmente.

## Caratteristiche
Secondo la terminologia moderna una mitragliatrice è un'arma automatica a propulsione meccanica (es. a gas) o elettrica (es. armi a canne rotanti moderne o chain gun), ma in un senso più generale ogni arma a fuoco rapido può essere definita mitragliatrice. Per la seconda definizione queste armi sono definibili come le prime mitragliatrici, anche se secondo la nomenclatura moderna la prima mitragliatrice fu la Maxim azionata a rinculo.
Secondo diverse definizioni di ambito militare viene definita come un'arma automatica, di reparto, di calibro non superiore a 20 mm. Le armi di calibro superiore appartengono alle artiglierie e sono dette cannoncini automatici o cannoni automatici e le armi automatiche più leggere e di dotazione individuale son dette fucile mitragliatore, pistola mitragliatrice, mitra o fucile d'assalto.

## Tecnica
Come in tutte le armi automatiche, la pressione sul grilletto provoca lo sparo di una serie di colpi, detta raffica, che termina solo quando la pressione cessa. Alcune mitragliatrici hanno un dispositivo, azionato da un secondo grilletto o predisponibile mediante un selettore di tiro, che limita il numero di colpi sparati in sequenza (raffica breve).
La celerità di tiro di una mitragliatrice è vincolata essenzialmente da due fattori: il ciclo meccanico di sparo e la produzione di calore.
L'accelerazione del ciclo meccanico di sparo (caricamento, chiusura, sparo, estrazione, espulsione) è ottenuta mediante diversi accorgimenti:
- materiali speciali e lavorazione accurata delle parti in movimento per ridurre al minimo gli attriti;
- adozione della chiusura labile, con l'otturatore che poggia soltanto contro la camera di cartuccia senza vincolarsi al castello;
- adozione di otturatori alleggeriti per ridurre le masse in movimento (es. con la MG 42).

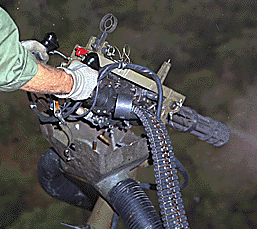
Una mitragliatrice M134 Minigun calibro 7,62 NATO, a canne multiple

In alternativa o in aggiunta può essere adottata la struttura a canne multiple, che presentano pro e contro, struttura abbandonata per decenni e ripresa in molti sistemi d'arma della seconda metà del Novecento.
La produzione di calore è molto elevata e può provocare la deformazione delle parti dell'arma con inceppamenti o addirittura con lesioni della canna o blocco della cartuccia per il fenomeno dei gas prigionieri.
Il raffreddamento può essere ottenuto in diverse maniere:
- mediante circolazione di liquido come la FIAT-Revelli Modello 1914, sistema via via ridottosi dopo la prima guerra mondiale. Armi raffreddate ad acqua hanno prestato ampio servizio, ad esempio nell'armata rossa, ancora nella seconda guerra mondiale;
- mediante l'adozione di canne molto spesse (heavy barrel): Browning M2);
- mediante l'adozione di manicotti forati che provocano il rapido ricambio dell'aria per effetto Venturi (il manicotto può estendersi per tutta la lunghezza della canna), come sulle MG 34, MG 42 e successive);
- mediante l'adozione della struttura a canne multiple, esempio l'M134 Minigun.

Sono previsti inoltre altri accorgimenti, come il cambio rapido della canna dopo un certo numero di colpi (MG 42/59, MG3), o la sua sostituzione a caldo mediante un maniglione di trasporto (AA 52)

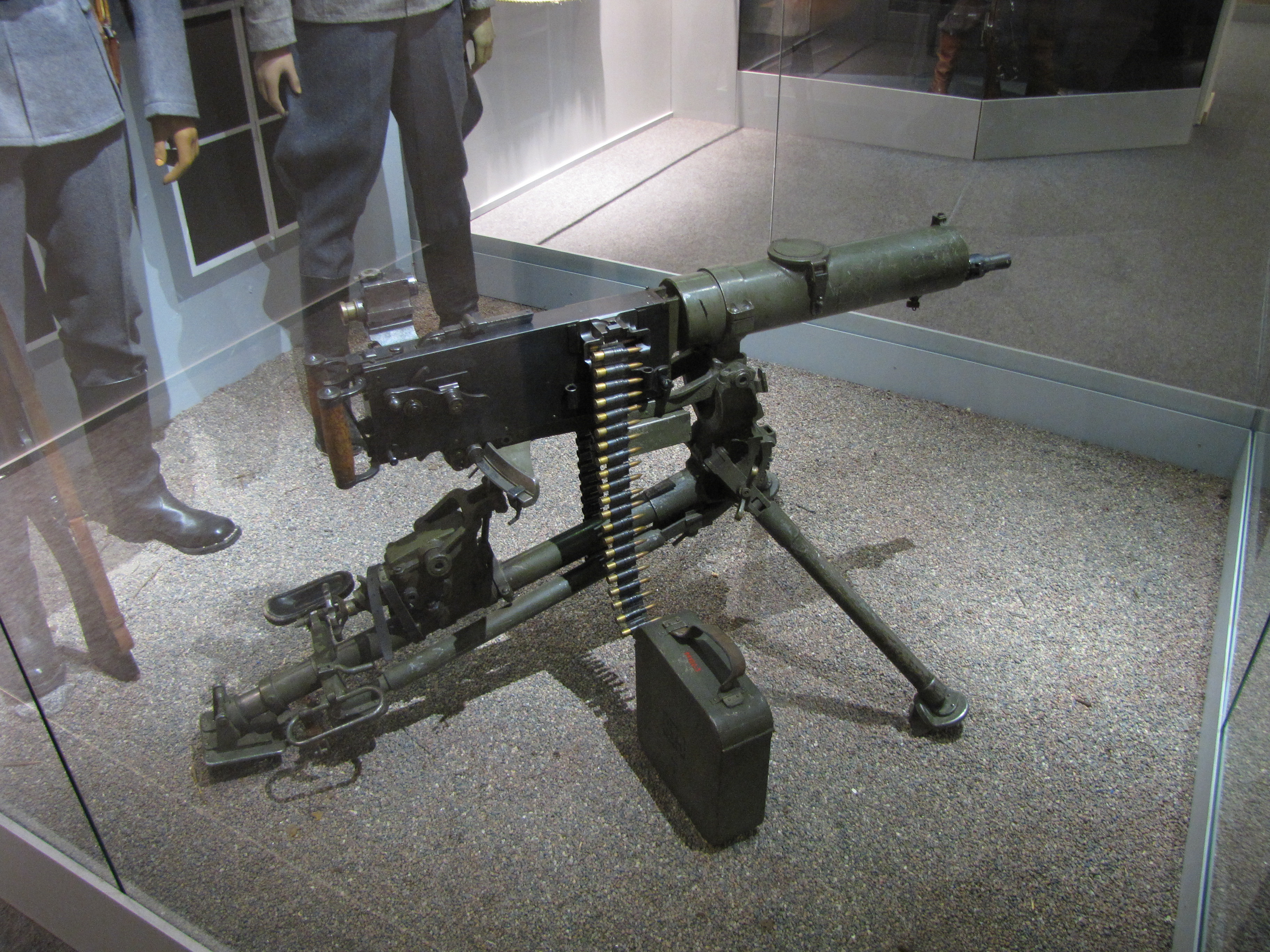
Una mitragliatrice Maxim M 32-33 finlandese raffreddata ad acqua

Le celerità di tiro elevate sono richieste dalla volatilità degli obiettivi: per avere la certezza di colpire in modo significativo un obiettivo che è visibile o comunque a portata dell'arma per pochi secondi è necessario che il numero di colpi sparati al secondo sia molto elevato. Le raffiche lunghe, caratteristiche del tiro di accompagnamento nella guerra di trincea, non hanno più alcuna ragione di esistere.

## Tipologia
Le mitragliatrici possono essere:
- Mitragliatrice leggera o LMG: nei calibri usuali delle armi individuali (generalmente inferiori ai 7 mm), sono facilmente trasportabili e talvolta possono anche fungere da fucile mitragliatore. Dispongono di celerità di tiro anche molto elevata, grazie al piccolo calibro.
- Mitragliatrice media o MMG: in calibri di 7 mm (solitamente 7,62 mm e comunque inferiori a 12 mm), cartucce da fucile a piena potenza, permettono più costanza di tiro rispetto alle mitragliatrici leggere, avendo però un peso maggiore.
- Mitragliatrice ad uso generale o GPMG: mitragliatrici medie particolarmente versatili, usabili in più ruoli, generalmente in calibri di 7 mm.
- Mitragliatrice pesante o HMG: in calibri maggiori (da 12,7 mm a 20 mm), necessitano di almeno due serventi per il trasporto dell'arma ovvero richiedono la collocazione su una piattaforma semovente, ruotata o cingolata, blindata o meno. Il rilevante peso delle munizioni influisce notevolmente sulla loro autonomia.
- Mitragliatrici contraerei: mitragliatrici pesanti normalmente usate in coppia o in quadrinata, in postazione fissa, idonee alla difesa di punto.
- Mitragliatrice a canne rotanti: dotate di alta cadenza di fuoco, sono usabili solo montate, spesso per fuoco di soppressione o contro bersagli in rapido movimento.

Le mitragliatrici attingono da un serbatoio costituito da un nastro di munizioni, da caricatori amovibili di varie tipologie o da altri sistemi di grande capacità, che consentano di sostenere la cadenza di tiro, che può essere anche molto elevato. Le prime mitragliatrici avevano una cadenza di circa 200 colpi al minuto, altre di nuova fabbricazione hanno raggiunto anche la cadenza di svariate migliaia di colpi al minuto.
L'alimentazione delle mitragliatrici può avvenire mediante nastri di cartucce, caricatori normali o a tamburo o mediante tramogge.
Un'arma automatica di calibro superiore a 20 mm (e solitamente fino ai 40 mm) è generalmente chiamata cannone automatico; la mitragliera è un'arma compresa tra i 15 mm e i 40 mm (anche se questo termine è sempre meno usato a profitto o di mitragliatrice pesante o di cannone automatico).

## Utilizzo
Solitamente sono utilizzate come armi di supporto di squadra (le mitragliatrici leggere) per implementare il volume di fuoco, oppure montate su treppiedi, piattaforme, veicoli e velivoli per ruoli sia offensivi che difensivi anti-personali, anti-veicolo ed antiaerei.

## Esempi

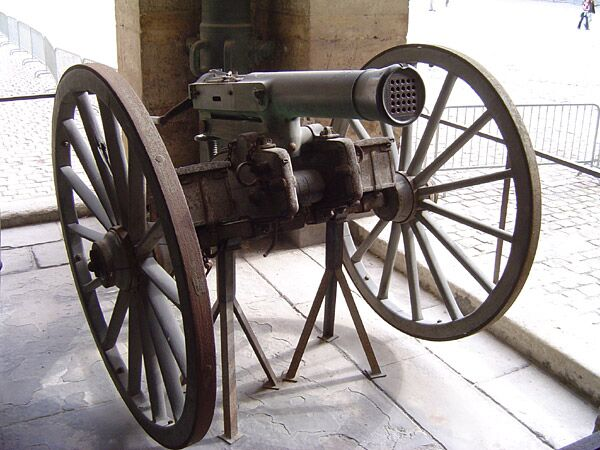
Una Mitrailleuse, antenata delle mitragliatrici
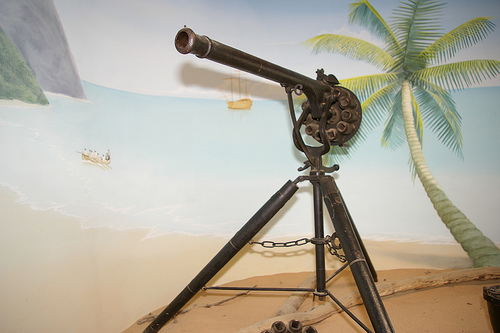
La Puckle gun
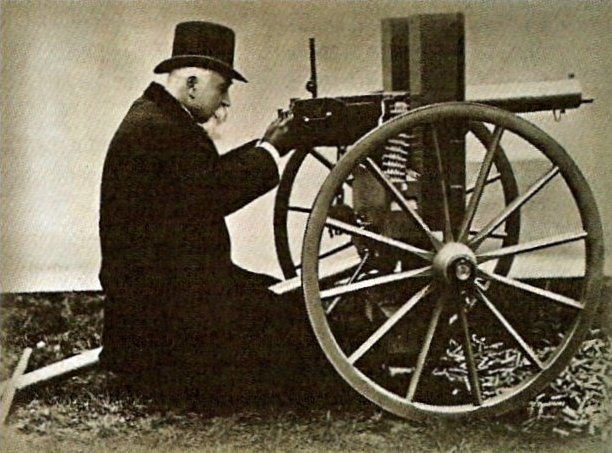
La Maxim durante una dimostrazione di Hiram Stevens Maxim
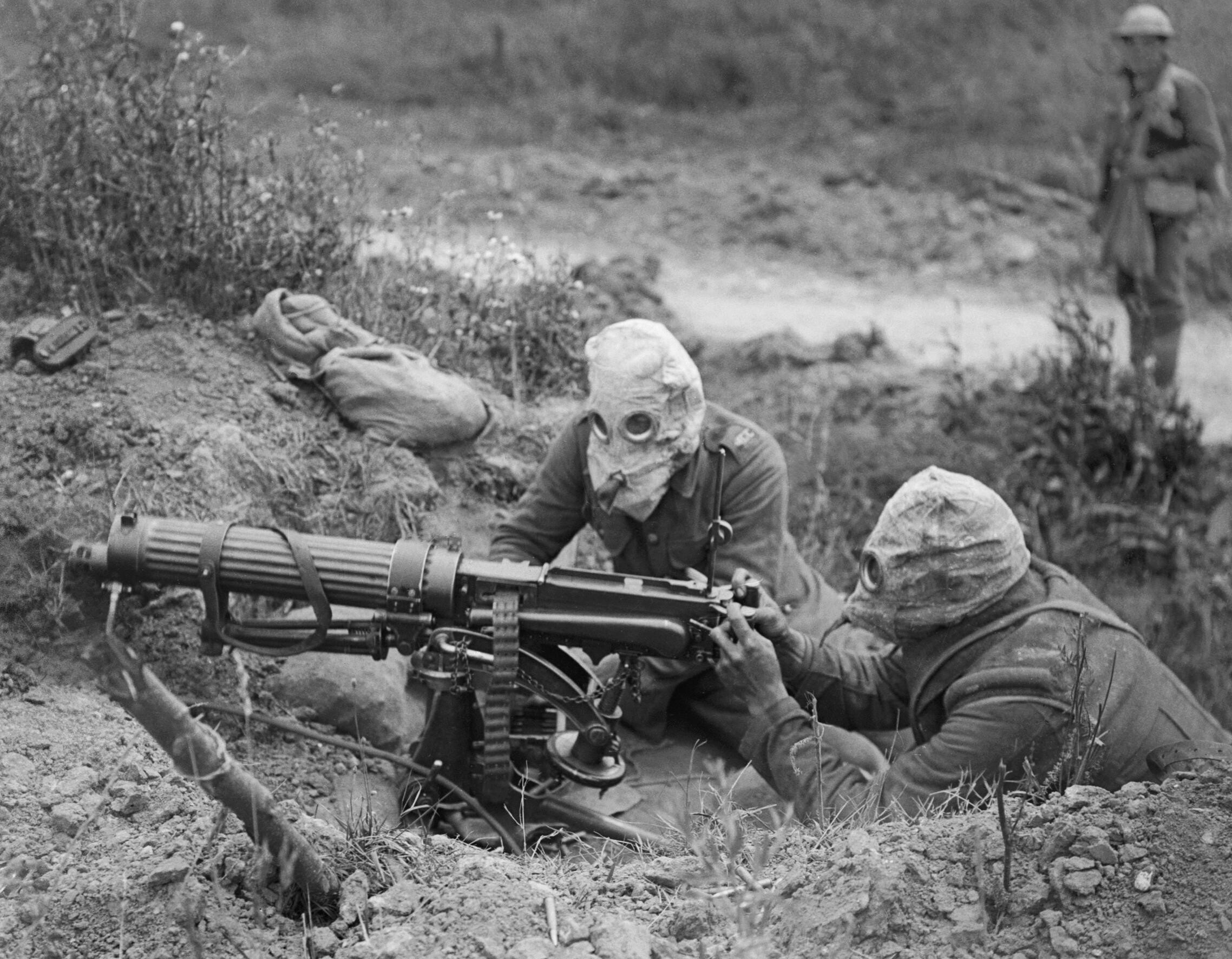
Una Vickers trincerata durante la prima guerra mondiale
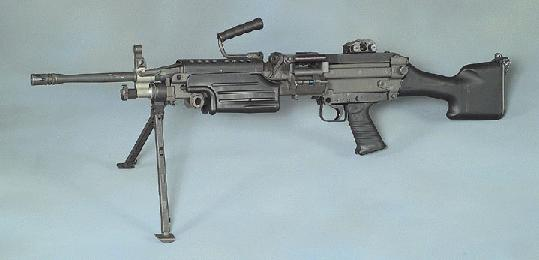
La M249